# Florence Auer
Florence Auer (3. března 1880 Albany – 14. května 1962 New York) byla americká divadelní a filmová herečka, jejíž kariéra trvala více než pět desetiletí.

## Život a kariéra
Auer se narodila v Albany v New Yorku a svou kariéru zahájila na divadelních prknech na východním pobřeží na přelomu 20. století. Její první známé broadwayské představení se konalo v září 1907 ve hře The Ranger, kterou produkoval Charles Frohman v Wallack's Theatre. Auer patřila mezi čtrnáct herců Frohmanovy divadelní společnosti, které si studio Vitagraph Studios vybralo jako první stálé herce pro své filmy kolem roku 1907. [5][6].
Krátce nato začala hrát ve filmech. Její první filmovou rolí byla postava v komediálním krátkometrážním snímku The Sculptor's Nightmare (1908), který režíroval Wallace McCutcheon Sr. a kde se objevila po boku režiséra D.W. Griffitha. Jako jedna z původních „Biograph Girls“ (spolu s herečkami Marion Leonard a Florence Lawrence) [6] se Auer objevovala po boku budoucích režisérů, jako byli Griffith, Thomas H. Ince, Robert G. Vignola, Harry Solter a Mack Sennett, kteří v té době rovněž působili jako herci. Díky těmto raným známostem mohla Auer úspěšně pokračovat v kariéře, neboť ji tito režiséři často obsazovali do svých pozdějších filmů.
Během svých prvních let jako filmová herečka se Auer objevila po boku takových populárních herců, jako byli Florence Lawrence, Florence Turner, Maurice Costello, Owen Moore, Robert "Bobby" Harron a Julia Swayne Gordon. Auer hrála ve filmech až do 50. let, poté se přesunula do televize a nakonec odešla do důchodu. Jednou z jejích posledních filmových rolí byla postava v komedii Love Nest (1951), kde si zahrála mladá Marilyn Monroe. Kromě herectví se věnovala také psaní scénářů pro tři rané němé filmy: drama Her Great Price (1916), drama A Modern Cinderella (1917) a Her Mad Bargain (1921).

## Filmografie
- The Fight for Freedom (1908)
- The Kentuckian (1908)
- The Tavern Keeper's Daughter (1908)
- The Fatal Hour (1908)
- His Auto's Maiden Trip (1912)
- A Modern Cinderella (1917)
- Fair Lady (1922)
- The Heart of a Siren (1925)
- The Beautiful City (1925)
- That Royle Girl (1925)
- Seeing Things (1930)
- Beauty for Sale (1933)
- I Married an Angel (1942)
- Hangmen Also Die! (1943)
- Lady of Burlesque (1943)
- The North Star (1943)
- The Bridge of San Luis Rey (1944)
- Abroad with Two Yanks (1944)
- Youth on Trial (1945)
- Mama Loves Papa (1945)
- Adventure (1945)
- Black Angel (1946)
- Gentleman Joe Palooka (1946)
- Wife Wanted (1946)
- The Chase (1946)
- It Happened on Fifth Avenue (1947)
- Nightmare Alley (1947)
- The Bishop's Wife (1947)
- State of the Union (1948)
- Michael O'Halloran (1948)
- Eight-Ball Andy (1948)
- The Loves of Carmen (1948)
- Good Sam (1948)
- Knock on Any Door (1949)
- Bad Boy (1949)
- Big Jack (1949)
- Hold That Baby! (1949)
- Madame Bovary (1949)
- That Forsyte Woman (1949)
- Bride for Sale (1949)
- Blonde Dynamite (1950)
- It's a Small World (1950)
- Love Nest (1951)
- Boots Malone (1952)
- Love Is Better Than Ever (1952)
- The Star (1952)
- Silver Lode (1954)
- Lucy Gallant (1955)
- Top Gun (1955)